# Новокасмартський
Новокасма́ртський (рос. Новокасмартский, башк. Яңы Ҡаҫмарт) — присілок у складі Зіанчуринського району Башкортостану, Росія. Входить до складу Баїшевської сільської ради.
Населення — 6 осіб (2010; 10 в 2002).
Національний склад:
- росіяни — 90%